# Where Do I Hide
Where Do I Hide – utwór kanadyjskiego zespołu rockowego Nickelback, pochodzący z trzeciego studyjnego albumu formacji, „Silver Side Up” z 2001 roku. Utwór został zamieszczony na ósmej pozycji na krążku, trwa 3 minuty i 40 sekund, i jest jednym z krótszych utworów znajdujących się na płycie. Autorem tekstu do utworu jest wokalista grupy, Chad Kroeger, muzykę skomponował wspólnie cały zespół.
Utwór ten powstał jeszcze przed sesją nagraniową do drugiej płyty „The State” z 1998 roku. Był również grany podczas trasy promującej drugą płytę obok takich utworów jak „Money Bought” oraz „Hangnail”.

## Znaczenie tekstu
Tekst utworu opowiada o przyjacielu Chada Kroegera, który nie mógł się uporać z problemem narkotykowym. Pewnego razu obydwaj wybrali się do Juvenile Detention Centre. Wtedy to Kroeger zaobserwował problem u swojego przyjaciela, który nie mógł się powstrzymać i wstrzyknął sobie w rękę narkotyk. W tym momencie jeden z nich był na granicy przestępstwa. Tekst dotyka także problemu z prawem jakie Kroeger miał w młodości.
Utwór rozpoczyna się od melodyjnego riffowego wstępu, utrzymany jest w mocnym hardrockowym stylu, opartym o melodyjne riffy i krótką solówkę gitarową. Charakterystyczny riffowy wstęp, jak zauważa miesięcznik „Teraz Rock”, jest typowy dla zespołu Creedence Clearwater Revival, gdzie widoczny jest wpływ tejże grupy.

## Utwór na koncertach
„Where Do I Hide” powstał w roku 1998, tuż przed sesją nagraniową do płyty „The State”. Był regularnie grany podczas trasy „The State Tour” od roku 1998 do 2000. Pojawiał się także na koncertach w roku 2001, wraz z innymi utworami, które w późniejszym czasie znalazły się na albume „Silver Side Up”. Między innymi „Money Bought” czy „Hangnail”. Utwór był także regularnie grany podczas trasy „Silver Side Up Tour” w roku 2002. Podczas występu jaki zespół dał 25 lutego 2002 roku w Rexall Place w Edmonton, utwór został zarejestrowany na żywo i trafił na płytę koncertową „Live at Home”, wydaną 29 października 2002 roku. Tradycją podczas wykonywania koncertu na żywo był fakt, iż po odegraniu przez zespół drugiej zwrotki i refrenu, grupa zwalniała tempom, a następnie gitarzyści popisywali się długimi solówkami gitarowymi. Następnie wokalista grupy Chad Kroeger filmował bawiącą się publiczność oraz swoich kolegów z zespołu. Nagrane w ten sposób materiały wykorzystywał później w różnego rodzaju dodatkach do płyt zespołu. Po około 4–5 minutach przerwy zespół powracał do wykonywania utworu. Piosenka była także prezentowana na żywo podczas trasy „The Long Road Tour” w roku 2004. Utwór także został wykonany w wersji akustycznej, podczas koncertu Unplugged, i trafił na minialbum grupy. Akustyczna wersja utworu trafiła później na strony B singli „Feelin’ Way Too Damn Good” oraz „Figured You Out”. Utwór został także wykonany podczas koncertu Rock am Ring”, jaki zespół dał 5 czerwca 2004 roku na torze Nürburgring. Po zakończeniu trasy „The Long Road Tour”, utwór przestał być grany na żywo.

## Twórcy
Nickelback
- Chad Kroeger – śpiew, gitara rytmiczna, produkcja
- Ryan Peake – gitara prowadząca, wokal wspierający
- Mike Kroeger – gitara basowa
- Ryan Vikedal – perkusja

Produkcja
- Nagrywany: Kwiecień – Czerwiec 2001 w Studio Green House w Vancouver, oraz w Burnaby, Kolumbia Brytyjska, oraz w London Bridge Studio, Seattle, Waszyngton
- Producent muzyczny: Chad Kroeger, Rick Parashar
- Realizator nagrań: Rick Parashar
- Miks płyty: Randy Staub w „Armoury Studios” Vancouver
- Mastering: George Marino w „Sterling Sound”
- Inżynier dźwięku: Joe Moi
- Asystent inżyniera dźwięku: Pat Sharman
- Obróbka cyfrowa: Geoff Ott
- Aranżacja: Chad Kroeger, Ryan Peake, Mike Kroeger, Ryan Vikedal
- Zdjęcia: Daniel Moss
- Manager: Bryan Coleman
- Koordynator produkcji: Kevin Zaruk
- Pro Tools operator: Alex Aligazakis
- Tekst piosenki: Chad Kroeger
- Wytwórnia: Roadrunner, EMI